# Milena Smit

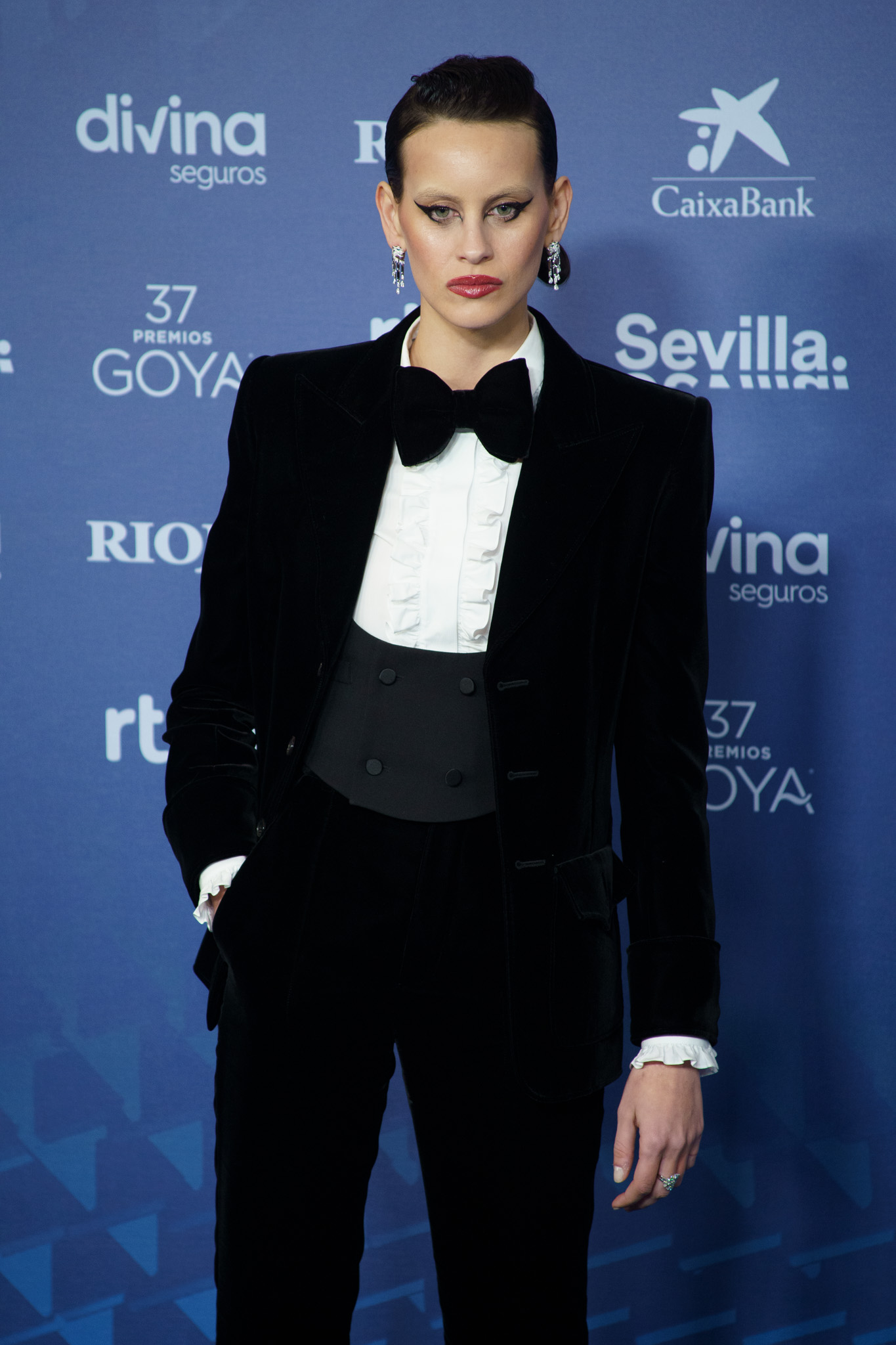
Milena Smit (2023)

Milena Smit (* 5. Oktober 1996 in Elche) ist eine spanische Schauspielerin.

## Leben
Milena Smit wurde 1996 als Tochter eines Niederländers und einer Spanierin in Elche in der Provinz Alicante geboren. Im Alter von 15 Jahren begann sie als Model zu arbeiten. Später war sie in Videoclips zu sehen, unter anderem in Islamabad der spanischen Band Los Planetas (2017) und in Una cançó que em parla de tu der katalanischen Band Els Catarres (2018). Eine Schauspielausbildung erhielt sie an der Schauspielschule von Cristina Rota in Madrid sowie bei Bernard Hiller.
Nach einigen Kurzfilmen erhielt sie eine Hauptrolle im Thriller Cross the Line – Du sollst nicht töten von David Victori mit Mario Casas, in dem sie die Rolle der Mila verkörperte. Für ihre Darstellung wurde sie 2021 für einen Goya als beste Nachwuchsdarstellerin nominiert und mit dem Premio El Resplandor der Días de Cine ausgezeichnet. In Parallele Mütter, dem Eröffnungsfilm der Internationalen Filmfestspiele von Venedig 2021 von Pedro Almodóvar, in dem zwei Frauen gleichzeitig ein Kind bekommen, übernahm sie an der Seite von Penélope Cruz die Rolle der Ana. Dafür wurde sie für den Goya 2022 in der Kategorie Beste Nebendarstellerin nominiert.
Außerdem stand sie für Dreharbeiten zur Netflix-Serie Alma von Sergio G. Sánchez mit Mireia Oriol, in der sie die Rolle der Nico spielte, sowie für den Film Libélulas von Luc Knowles als Cata vor der Kamera. Im Film Tin y Tina von Rubin Stein mit Jaime Lorente übernahm sie die Rolle der Lola. In der spanischen Netflix-Thriller-Serie Das Mädchen im Schnee basierend auf dem Buch La Chica de Nieve von Javier Castillo hatte sie als Journalistin Miren eine Hauptrolle.

## Filmografie (Auswahl)
- 2018: Diagonales (Kurzfilm)
- 2020: Innermost (Kurzfilm)
- 2020: Desde mi silla (Kurzfilm)
- 2020: Adentro (Kurzfilm)
- 2020: Cross the Line – Du sollst nicht töten (No matarás)
- 2021: Parallele Mütter (Madres paralelas)
- 2022: Libélulas
- 2022: Alma (Fernsehserie, 9 Folgen)
- 2023: Das Mädchen im Schnee (La chica de nieve, Fernsehserie, 6 Folgen)
- 2023: Tin & Tina
- 2024: Der Schacht 2 (El Hoyo 2)
- 2024: Bellas Artes (Fernsehserie, Folge 2x05 La Performance)

## Auszeichnungen und Nominierungen
Días de Cine
- 2021: Premio El Resplandor für Cross the Line – Du sollst nicht töten[9]

Goya
- 2021: Nominierung in der Kategorie Beste Nachwuchsdarstellerin für Cross the Line – Du sollst nicht töten[2]
- 2022: Nominierung in der Kategorie Beste Nebendarstellerin für Parallele Mütter[11]